# Autoroute A62 (Algérie)
Pour les articles homonymes, voir A62 et Autoroute A62.
L’autoroute A62 (appelée également Pénétrante d'Oran) est une autoroute reliant la A3 à Oran.

## Sorties
- n°1 :  Échangeur entre A62 et A3
- n°2 : Zeghloul, Zahana N4
- n°3 : Oued Tlelat N13
- n°4 :  Échangeur entre A62 et N 4
- n°5 : Zone Industrielle Mahdia
- n°6 :  Échangeur entre A62 et N108
- n°7 :  Échangeur entre A62, N4 et 2ème Rocade d'Oran

## Histoire
La pénétrante d'Oran été construite à partir de 2006 dans le cadre de la réalisation de l'autoroute Est-Ouest en empruntant en grande partie le tracé de N4 déjà dédoublée entre Oran et Oued Tlelat, tout ajoutant un évitement de cette dernière ville.
La pénétrante est officiellement ouverte le 14 avril 2009 et numérotée en 2022.